# 霍赫格林德克山

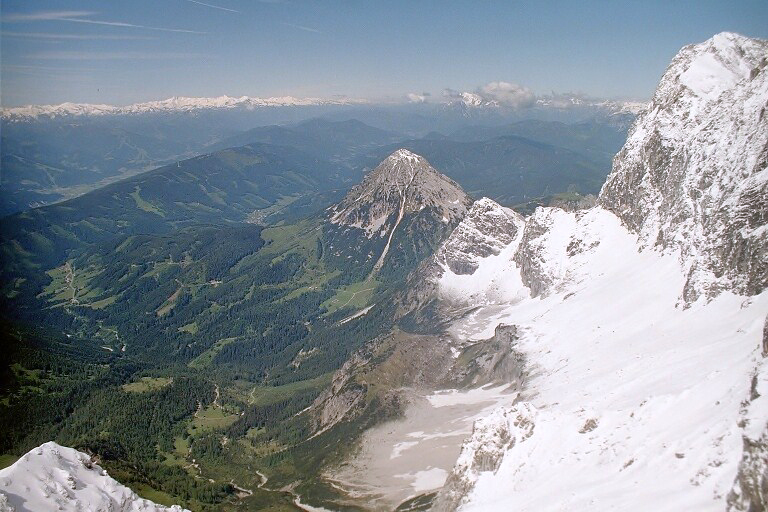

47°23′03″N 13°15′59″E / 47.38417°N 13.26639°E
霍赫格林德克山（德語：Hochgründeck），是奧地利的山峰，位於該國中部，由薩爾茨堡州負責管轄，屬於薩爾斯堡板岩阿爾卑斯山脈的一部分，海拔高度1,827米。